# Câlnic (gmina w okręgu Gorj)
Câlnic – gmina w Rumunii, w okręgu Gorj. Obejmuje miejscowości Câlnic, Câlnicu de Sus, Didilești, Găleșoaia, Hodoreasca, Pieptani, Pinoasa, Stejerei i Vâlceaua. W 2011 roku liczyła 2145 mieszkańców.